# Debutantförlaget
Debutantförlaget är ett svenskt förlag, baserat i Stockholm. Förlaget inriktar sig mot att främja tidigare outgivna författare.
Den första boken var Tobias Lindkvists Tankar och betraktelser från gatan (2002). Bland de övriga böcker förlaget har utgivit återfinns Fredrik Eklunds Bananflugornas herre.